# Zorzines kamedai
Zorzines kamedai är en fjärilsart som beskrevs av Inoue 1987. Zorzines kamedai ingår i släktet Zorzines och familjen nattflyn. Inga underarter finns listade i Catalogue of Life.